# Prințesa Beatrice de York
Prințesa Beatrice de York (Beatrice Elizabeth Mary; n. 8 august 1988) este fiica cea mare a Prințului Andrew, Duce de York și a lui Sarah, Ducesă de York. Ea este a noua persoană în linia de succesiune la tronul britanic.

## Biografie
Beatrice s-a născut la 8 august 1988 la 8:18 pm la spitalul Portland, ca primul copil al Prințului Andrew, Duce de York și a lui Sarah, Ducesă de York. Este al cincilea nepot al reginei Elisabeta a II-a și a Ducelui de Edinburgh. De asemenea, este o verișoară îndepărtată a mătușii ei, Diana, prințesă de Wales.
A fost botezată la capela regală a Palatului St. James la 20 decembrie 1988. Nașii ei au fost: Vicontele Linley (vărul tatălui ei), Ducesa de Roxburghe (acum Lady Jane Dawnay),  Mrs John Greenall și Mrs Henry Cotterell. A fost numită după Prințesa Beatrice (fiica cea mică a reginei Victoria), după regina Mary (bunica reginei Elisabeta) și după al doilea nume al mamei Ducesei.
Beatrice și sora ei sunt singurele nepoate ale reginei care dețin titlul de Prințesă conform "Letters Patent" a regelui George al V-lea. Ca toți nepoții reginei, ea este descendentă a regelui Tudor Henric al VII-lea prin fiica lui Margareta. De asemenea, este descendentă a liniei Stuart prin strănepotul Margaretei, Iacob al VI-lea al Scoției (sau Iacob I al Angliei).